# Micrurus browni
Micrurus browni är en ormart som beskrevs av Schmidt och Smith 1943. Micrurus browni ingår i släktet korallormar, och familjen giftsnokar. IUCN kategoriserar arten globalt som livskraftig.
Arten förekommer med en större och flera mindre populationer från södra Mexiko över Guatemala till Honduras. Den lever i låglandet och i bergstrakter upp till 2000 meter över havet. Ormen vistas i blandskogar, lövfällande skogar, molnskogar och torra buskskogar. Den besöker även savanner och kaffeodlingar.

## Underarter
Arten delas in i följande underarter:
- M. b. browni
- M. b. importunus
- M. b. taylori